# Amtsgericht Freudenstadt

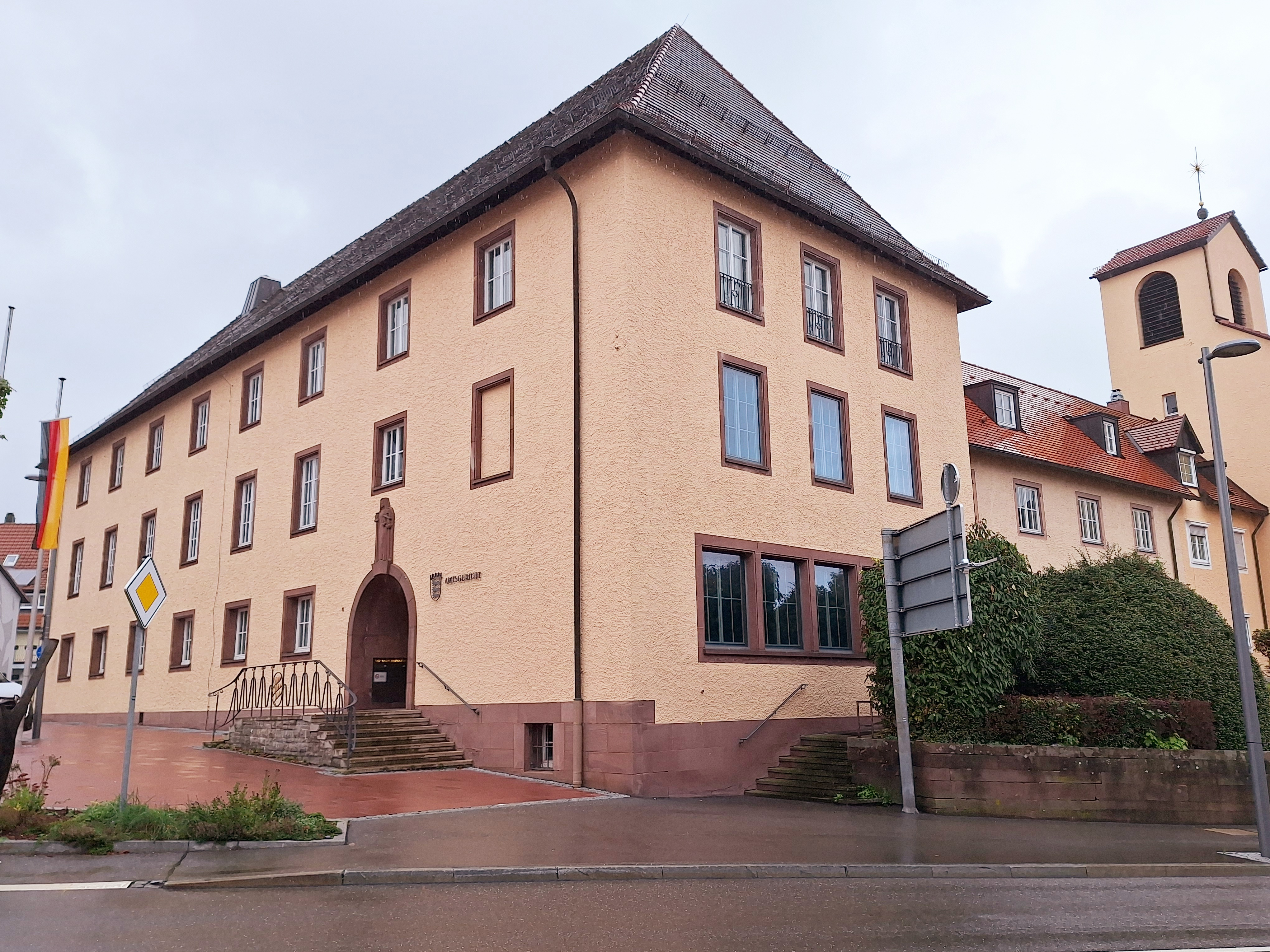
Amtsgericht Freudenstadt

Das Amtsgericht Freudenstadt, ein Gericht der ordentlichen Gerichtsbarkeit, ist eines von sechs Amtsgerichten (AG) im Bezirk des Landgerichts Rottweil.

## Gerichtssitz und -bezirk
Sitz des Gerichts ist die Große Kreisstadt Freudenstadt am Ostrand des Nordschwarzwalds. Der Gerichtsbezirk ist 613 km² groß und umfasst das Gebiet der Gemeinden Alpirsbach, Bad Rippoldsau-Schapbach, Baiersbronn, Freudenstadt, Grömbach, Loßburg, Pfalzgrafenweiler, Seewald und Wörnersberg mit insgesamt rund 66.000 Einwohnern.
Das Amtsgericht Freudenstadt ist ferner zuständig für die Zwangsversteigerungs- und Zwangsverwaltungsverfahren sowie die Familiensachen aus dem Bezirk des Amtsgerichts Horb am Neckar. Die Aufgaben des Insolvenzgerichts nimmt das Amtsgericht Rottweil wahr. Registergericht ist das Amtsgericht Stuttgart, das als Zentrales Mahngericht auch die Mahnverfahren bearbeitet.

## Gebäude
Das Gericht ist im Stadtzentrum von Freudenstadt im Gebäude Stuttgarter Straße 15 untergebracht.

## Übergeordnete Gerichte
Unmittelbar übergeordnet ist dem AG Freudenstadt das Landgericht Rottweil. Zuständiges Oberlandesgericht ist das Oberlandesgericht Stuttgart.